# Bohumil Baštář
Bohumil Baštář (28. listopadu 1888 Zbýšov – 23. ledna 1942 Koncentrační tábor Mauthausen) byl český železniční úředník, odbojář a oběť nacismu.

## Život

### Před druhou světovou válkou
Bohumil Baštář se narodil 28. listopadu 1888 v Zbýšově na Brněnsku v rodině železničáře Františka Baštáře a Marie, rozené Mlénské. Mezi lety 1902 a 1910 vystudoval První české státní gymnázium v Brně a poté nastoupil k rakouským státním drahám ve Vlárském průsmyku. Následně sloužil jako výpravčí v Brně pro akciovou společnost pěti malodrah. Během první světové války byl příslušníkem c. a k. železničního pluku jako domobranec, v roce 1918 ve funkci přednosty stanice Luhačovice. V roce 1918 se v Luhačovicích oženil s Marií Záhorovskou, manželům se v roce 1920 narodil syn Miroslav Bohumil. V roce 1923 začal pracovat pro státní dráhy v Brně, kde kariérně vystoupal do pozice vrchního inspektora na brněnském ředitelství. Mezi lety 1925 a 1927 studoval na Právnické fakultě Masarykovy univerzity v Brně, studia ale nedokončil. 

### Druhá světová válka
Po německé okupaci v březnu 1939 přešel Bohumil Baštář služebně pod protektorátní Českomoravské dráhy. Vstoupil do protinacistického odboje v organizaci Obrana národa. Účastnil se zpravodajské činnosti v železničním prostředí, získané informace byly poté po dalších železničářích předávány přes Bratislavu na československou diplomatickou misi v Bělehradu. Poskytl též několikrát ubytování plk. Josefu Balabánovi. Dne 9. prosince 1941 byl za svou činnost zatčen gestapem a vězněn a vyslýchán v brněnských Kounicových kolejích. Dne 13. ledna 1942 byl odtransportován do koncentračního tábora Mauthausen, kde 23. ledna za neznámých okolností zahynul. Důvod smrti nebyl ve zprávě o úmrtí uveden.

## Posmrtná ocenění
- Bohumil Baštář byl v roce 1948 in memoriam povýšen do hodnosti Vrchního inspektora II. třídy státních drah